# 海洲窝堡乡
海洲窝堡乡，是中华人民共和国辽宁省沈阳市康平县下辖的一个乡镇级行政单位。

## 行政区划
海洲窝堡乡下辖以下地区：
何家窝堡村、海洲窝堡村、袁家窝堡村、太平街村、王全窝堡村、葛家炉村、孙家店村、育林村和纪家窝堡村。